# Epimedium brachyrrhizum
Epimedium brachyrrhizum är en berberisväxtart som beskrevs av William Thomas Stearn. Epimedium brachyrrhizum ingår i släktet sockblommor, och familjen berberisväxter. Inga underarter finns listade i Catalogue of Life.